# قائمة الكنائس في الإمارات

يوجد بالامارات أكثر من 60 كنيسة تمثل الطوائف المسيحية الثلاثة الأرثوذكسية والكاثوليكية والبروتستانتية.

## قائمة الكنائس الكاثوليكية
انظر أيضًا: الرومانية الكاثوليكية في الإمارات العربية المتحدة
قائمة الكنائس الكاثوليكية

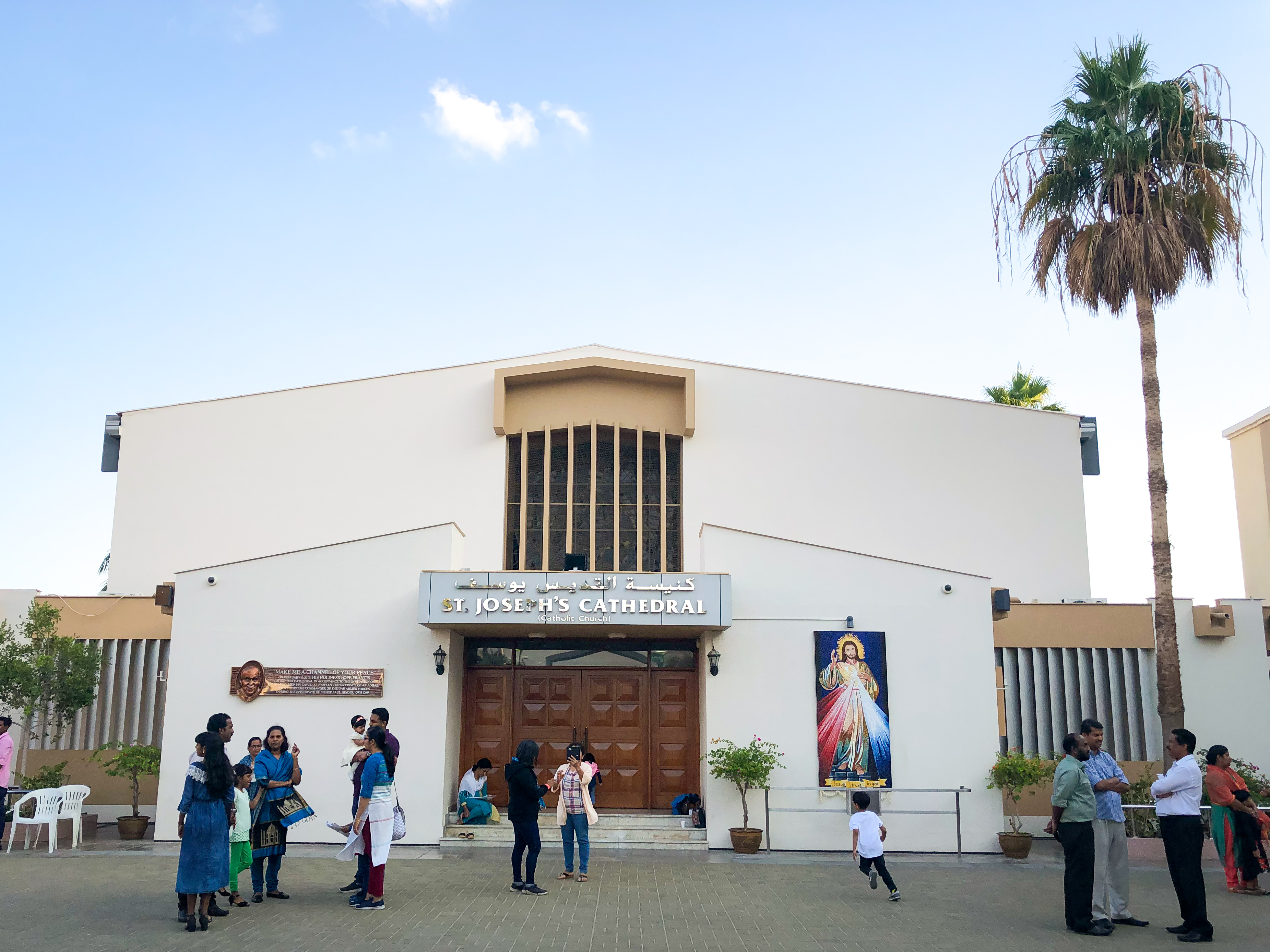
- كاتدرائية القديس يوسف - أبو ظبي

- كنيسة القديسة مريم - الكنيسة الكاثوليكية في دبي
- كنيسة القديسة تريزا (أبو ظبي)
- كنيسة القديس فرنسيس الأسيزي (أبو ظبي)
- كنيسة القديس فرنسيس الأسيزي - جبل علي
- كاتدرائية القديس يوسف - أبو ظبي[2]
- الكنيسة الكاثوليكية للجالية العربية والفرنسية في الشارقة والإمارات الشمالية
- كنيسة المالانكارا الهندية الكاثوليكية
- كنيسة الملبار الهندية الكاثوليكية
- كنيسة مار بولس - مصفح
- كنيسة القديسة مريم - العين
- كنيسة مار يوحنا المعمدان - الرويس
- كنيسة القديس ميخائيل - الشارقة[3]
- كنيسة القديس أنطونيوس بادوا - رأس الخيمة
- كنيسة سيدة العون الدائم - الفجيرة[4][5]

## قائمة الكنائس البروتستانتية
قائمة الكنائس البروتستانتية
- كنيسة جنوب الهند الأنجليكانية - أبو ظبي
- كنيسة جنوب الهند الأنجليكانية - دبي، أبرشية جنوب كيرالا
- كنيسة جنوب الهند الأنجليكانية - كنيسة التاميل، الشارقة
- كنيسة جنوب الهند الأنجليكانية - كنيسة التاميل، دبي
- كنيسة المسيح الأنجليكانية بجبل علي
- كنيسة الثالوث المقدس الأنجليكانية، دبي
- كنيسة القديس لوقا الأنجليكانية، رأس الخيمة
- كنيسة القديس أندراوس الأنجليكانية، أبوظبي
- كنيسة القديس توما الأنجليكانية، العين
- كنيسة القديس مارتن الأنجليكانية، الشارقة
- الكنيسة المعمدانية الإنجيلية دبي
- الكنيسة المعمدانية الإماراتية الدولية
- كنيسة العنصرة
- جمعية كنيسة الله - أبوظبي
- كنيسة الله - العين
- الكنيسة الإنجيلية العربية بدبي
- كنيسة العين الإنجيلية
- الاتحاد الإنجيلي الوطني
- الكنيسة المسيحية المتحدة
- كنيسة تامي - دبي
- كنيسة كرمل الخمسينية أبوظبي
- كنيسة دبي الفارسية
- كنيسة الادفنتست السبتيين
- كنيسة مدينة دبي
- كنيسة جميع الأمم
- كنيسة حياة المعجزات
- كنيسة مار توما في شبه الجزيرة العربية والبحرين

## قائمة الكنائس الأرثوذكسية
قائمة الكنائس الأرثوذكسية

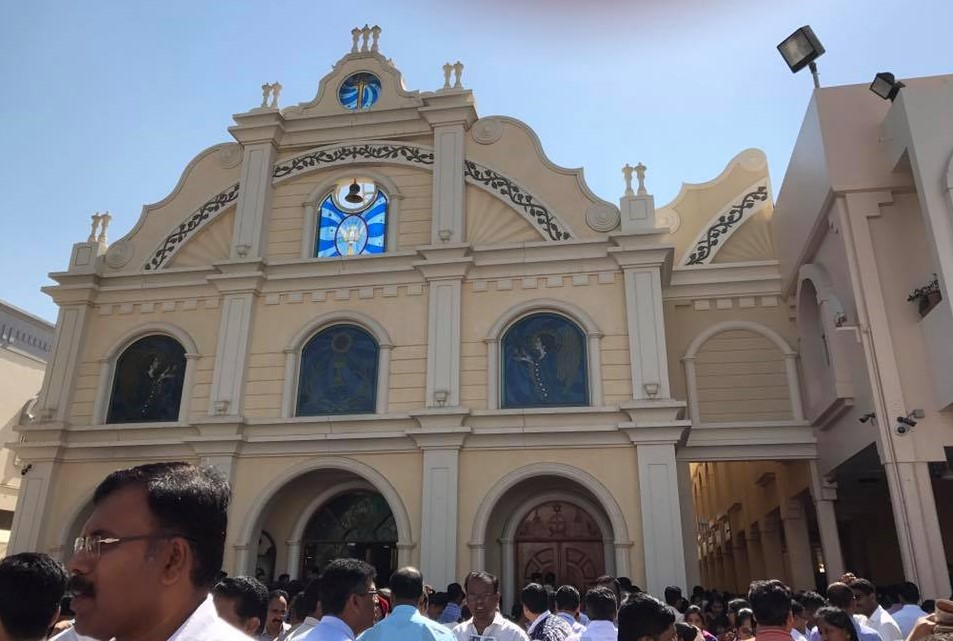
كنيسة القديس غريغوريوس المنور الأرمنية الارثوذكسية الشارقة - دبي

- كاتدرائية الأنبا أنطونيوس القبطية الأرثوذكسية بأبوظبى
- كاتدرائية السيدة العذراء ورئيس الملائكة الملاك ميخائيل القبطية الأرثوذكسية - رأس الخيمة، الإمارات
- كنيسة السيدة العذراء والشهيد أبي سيفين القبطية الأرثوذكسية، الشارقه، الأمارات
- كنيسة مارمرقس والانبا بيشوي القبطية الأرثوذكسية دبي
- كنيسة الشهيد العظيم مارمينا القبطية الأرثوذكسية بجبل علي دبي
- كنيسة السيدة العذراء مريم والقديس الأنبا شنودة القبطية الأرثوذكسية - العين
- كنيسة الشهيد مارجرجس والقديس الأنبا انطونيوس القبطية الأرثوذكسية - الفجيرة
- كنيسة مار جرجس مالانكارا الهندية الأرثوذكسية اليعقوبية السريانية - العين
- كنيسة اغناطيوس مالانكارا الهندية الأرثوذكسية اليعقوبية السريانية - دبي
- كنيسة القديسة مريم مالانكارا الهندية الأرثوذكسية اليعقوبية السريانية - الشارقة
- كنيسة القديس اسطفانوس مالانكارا الهندية الأرثوذكسية اليعقوبية السريانية - أبو ظبي
- كاتدرائية القديس توما مالانكارا الهندية الأرثوذكسية، دبي
- كنيسة القديس غريغوريوس مالانكارا الهندية الأرثوذكسية، الشارقة
- كنيسة القديس ديونيسيوس مالانكارا الهندية الأرثوذكسية، العين
- كنيسة مارغريغوريوس مالانكارا الهندية الأرثوذكسية، جبل علي، دبي
- كنيسة الشهداء الأرمنية الأرثوذكسية أبو ظبي
- كنيسة القديس غريغوريوس المنور الأرمنية الأرثوذكسية الشارقة - دبي
- رعية السيدة العذراء مريم السريانية الأرثوذكسية أبو ظبي
- رعية مار زكا السريانية الأرثوذكسية الشارقة
- رعية مار إغناطيوس النوراني السريانية الأرثوذكسية دبي
- كنيسة البشارة للروم الأرثوذكس، جبل علي - دبي
- كنيسة القديس نيقولا للروم الأرثوذكس، أبو ظبي
- كنيسة القديس فيلبس الأرثوذكسية الروسية، الشارقة[9]

## روابط خارجية
- كنيسة المسيح الأنجليكانية بجبل علي